# Kolpingstraße 14 (Sontheim)

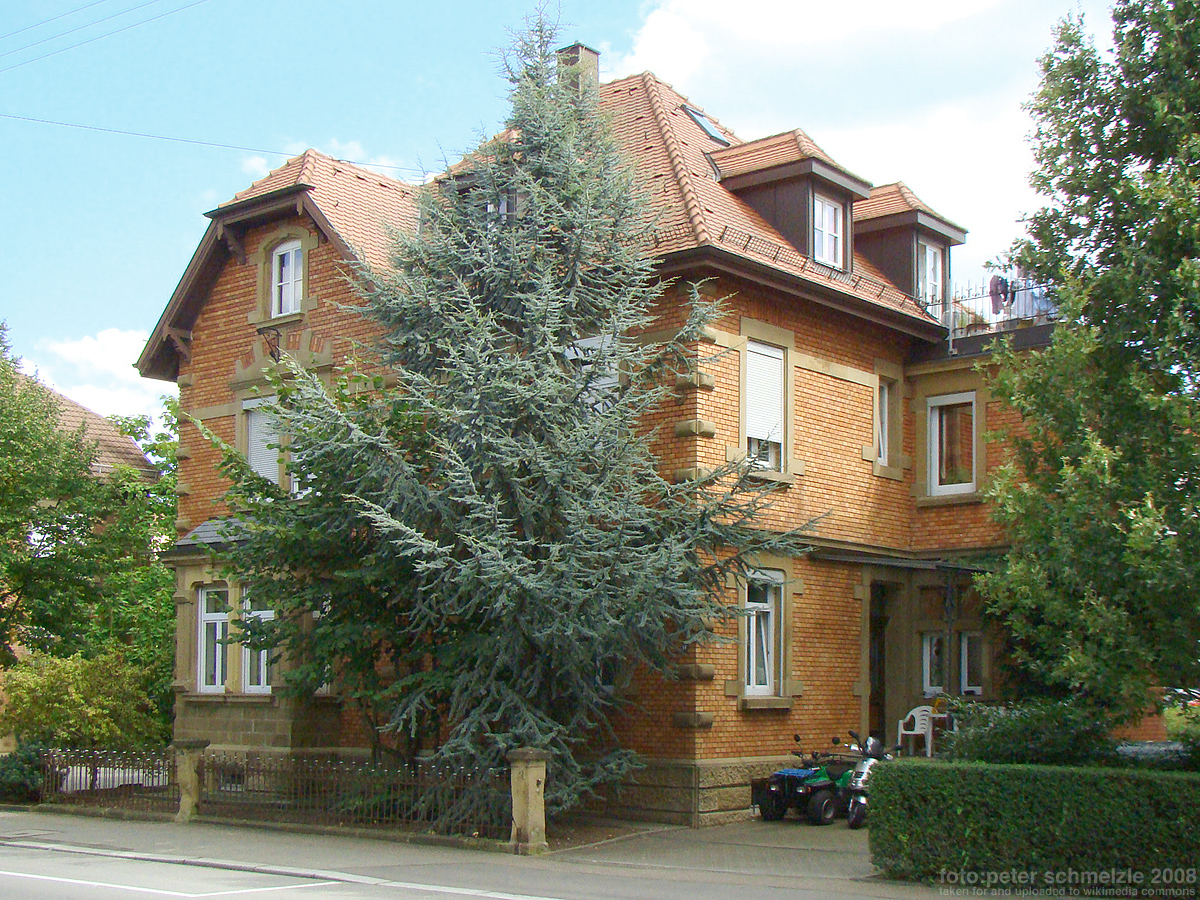
Kolpingstraße 14 in Heilbronn-Sontheim

Das Gebäude Kolpingstraße 14 in Sontheim ist ein geschütztes Kulturdenkmal.

## Beschreibung
Das Wohnhaus ist ein Gebäude im Stil der englischen Landhausarchitektur, das in den Jahren 1890 bis 1892 nach Plänen von Hermann Maute und Theodor Moosbrugger errichtet worden ist. Die zwei Dreizimmerwohnungen des Gebäudes dienten als Wohnung für die Arbeiter und Angestellten der Zwirnerei Ackermann. Am Haus Nr. 14 befindet sich noch ein Vorgarten mit originaler Einfriedung.